# Wieża Bismarcka w Świebodzinie
Wieża Bismarcka w Świebodzinie – wieża Bismarcka, pierwotnie wieża widokowa stojąca na Winnej Górze wznoszącej się nad osiedlem Nowy Widok w Świebodzinie.

## Historia wieży
Historia powstania wieży sięga jesieni 1904 r., kiedy to na posiedzeniu Związku Marchii Wschodniej w Świebodzinie, jej przewodniczący, dr Woge, zainicjował budowę wieży widokowej. Powołano komitet budowy pod przewodnictwem rajcy Alberta Sckerla, zaś miasto przekazało nieodpłatnie miejsce na Winnej Górze (I Weinberg)- jednej z dwóch ówczesnych świebodzińskich winnic. Projektem budowli zajął się sam burmistrz Schermann, zaś jej wykonanie powierzono ekipie mistrza murarskiego Maksa Fechnera. Koszty budowy postanowiono pokryć z darowizn. Z powodu skromności budżetu, pierwotny projekt okazałej wieży, zastąpiono skromniejszym: z czworokątnej na okrągłą i nieco niższą. Kamień węgielny położono uroczyście nieprzypadkowo w dniu 1 kwietnia 1905 r., bowiem była to data 90. urodzin nieżyjącego już kanclerza Ottona von Bismarcka.
Uroczyste otwarcie, z palącą się misą ogniową, w asyście licznego tłumu mieszkańców i władz rejencji, nastąpiło 20 września 1908 r., tj. dokładnie 4 lata od pomysłu jej budowy.
W niezmienionej formie wieża przetrwała do końca 1945 r.
Po wojnie wieża była punktem obserwacyjnym lotnictwa wojskowego, patrolującego tzw. strefę nadgraniczną. Zdemontowano wówczas znicz i nadbudówkę.
Przez kolejne lata PRL wieża, choć w zasadzie należąca do miasta, była w istocie bezpańska, a po 1989 r. następowała coraz dalej idąca jej dewastacja.
Na początku lat 90. XX wieku wieżę odkupił od miasta świebodziński krótkofalowiec, co uchroniło ją od całkowitej ruiny. Teren wokół Bismarckturm został uporządkowany i ogrodzony, usunięto również namalowaną przez wandali swastykę nad wejściem. Obecnie na szczycie budowli znajduje się rozbudowany system antenowy, który służy okolicznym użytkownikom krótkofalówek.

## Idea budowania wież
Wieże Bismarcka, niem. Bismarckturm – powstałe w latach 1869-1934 proste budowle w kształcie wieży lub kolumny sławiące i wyrażające niemiecką dumę narodową. Na całym świecie wybudowano z inicjatywy pruskiego Związku Studentów łącznie 238 wież, z czego 170 zachowało się do dzisiaj. Najwięcej z nich wybudowano w Niemczech, istniały jeszcze wieże w Austrii, Chile, a nawet w północnoafrykańskich koloniach niemieckich: Tanzanii i Kamerunie. Ogółem planowano wybudować 410 wież, zrealizowano 238 projektów, z czego na terenach dawnych Prus, które po 1945 roku znalazły się w państwie polskim, wybudowano 40, a do dziś zachowało się tylko 17.
Z wieżami Bismarcka związany był zwyczaj: w rocznice urodzin i śmierci imiennika, a także w inne święta, np. przesilenie letnie (noc z 21 na 22 czerwca) rozpalano na ich szczytach ogień ku czci patrona – kanclerza Ottona von Bismarcka. Należy pamiętać, że kanclerz Bismarck był w ówczesnych Niemczech uwielbiany przez społeczeństwo, otaczany wprost kultem, jako mąż stanu, który zjednoczył Niemcy i utworzył zeń nowoczesne państwo europejskie, poprzez tzw. Kulturkampf, tj. wykluczenie kościoła katolickiego i germanizację wszystkich ziem niemieckich, w tym przede wszystkim tych zagarniętych podczas rozbiorów Polski. Warto bowiem pamiętać, że w tamtym okresie Niemcy były zlepkiem różnych kultur i narodowości.

## Dane techniczne
- koszt – około 11 tysięcy marek
- wysokość – 22 metry
- budulec i wykonanie – wieża wzniesiona została z muru warstwowego, którego elewację stanowiły ciosy granitowe (co było zgodne z ogólnym założeniem, by wieże Bismarcka budowane były z materiałów trwałych i odpornych na działanie czynników atmosferycznych), wnętrze zaś, z którego wiodły schody na platformę widokową, wykonano z cegły. Ponad otoczony balustradą taras wznosiła się 5-metrowa nadbudówka, na której umocowano znicz- misę ogniową z pokrywą cynkową, której zwieńczeniem była iglica odgromnika. Powyżej wejścia przymocowano brązowy medalion z podobizną Bismarcka, odlany w odlewni Glandenbecka w Berlinie. Fundatorem płaskorzeźby był sam dr Woge. Według niepublikowanych rękopisów wnuczki kanclerza Walentyny (z 1937 r.), wewnątrz wieży był obraz i granitowa płyta upamiętniająca Bismarcka.